# Russische Rugby-Union-Nationalmannschaft
Die russische Rugby-Union-Nationalmannschaft (russisch Сборная России по регби) ist die Nationalmannschaft Russlands in der Sportart Rugby Union und repräsentiert das Land bei allen Länderspielen (Test Matches) der Männer. Ihr Spitzname Medwedi („die Bären“) leitet sich vom Russischen Bären ab. Die organisatorische Verantwortung trägt der 1936 gegründete und seit 1990 eigenständig agierende Verband Federazija regbi Rossii (russisch: Союз регбистов России, FRR). Vom Weltverband World Rugby wird die russische Nationalmannschaft in die zweite Stärkeklasse (second tier) eingeteilt. Damit gehört sie zu den stärkeren europäischen Teams außerhalb der Six Nations. Traditionell spielt Russland in roten Trikots mit roten Hosen und roten Socken.
Das erste Länderspiel fand nach dem Zerfall der Sowjetunion 1992 gegen Barbarians statt; das erste Test Match folgte vier Monate später gegen Belgien. Zuvor spielten russische Spieler für die Sowjetunion und anschließend die Gemeinschaft Unabhängiger Staaten. Die russische Mannschaft errang bei Europameisterschaften bisher noch keinen Titel und klassierte sich drei Mal auf dem zweiten sowie sechs Mal auf dem dritten Platz. Traditionell spielt Russland in roten Trikots mit roten Hosen und roten Socken. Seine wichtigsten internationalen Auftritte hat das Team bei den alle vier Jahre stattfindenden Weltmeisterschaften. Russland hat bisher an zwei Turnieren teilgenommen, schied jedoch bei der Rugby-Union-Weltmeisterschaft 2011 und der Rugby-Union-Weltmeisterschaft 2019 jeweils als Gruppenletzter aus.
Infolge des Russischen Überfalles auf die Ukraine 2022 wurde der russische Verband vom Weltverband World Rugby und dem Kontinentalverband Rugby Europe suspendiert. Seitdem ist die russische Mannschaft vom internationalen Spielbetrieb ausgeschlossen.

## Organisation
Verantwortlich für die Organisation von Rugby Union in Russland ist der Verband Federazija regbi Rossii (russisch: Союз регбистов России, FRR). Sie wurde 1936 gegründet und trat 1990 dem International Rugby Football Board (IRFB; heute World Rugby) bei. Zwei Jahre später trat sie außerdem dem Kontinentalverband Fédération Internationale de Rugby Amateur (FIRA; heute Rugby Europe) bei.
Die höchste Rugby-Union-Liga in Russland ist die professionelle Russian Rugby Championship mit zehn Mannschaften. Allerdings ziehen es einige Spieler wegen der wirtschaftlichen Schwäche des Landes vor, für Vereine in Westeuropa anzutreten (vor allem in Frankreich). Abhilfe schaffen sollen die professionellen Mannschaften Jenissei-STM Krasnojarsk und Lokomotiw Penza, die seit 2021 am Rugby Europe Super Cup teilnehmen. Neben der eigentlichen Nationalmannschaft ruft der Verband weitere Auswahlmannschaften zusammen. Hinzu kommt Russia Sevens, die Nationalmannschaft für Siebener-Rugby. Wie andere Rugbynationen verfügt Russland über eine U-20-Nationalmannschaft, die an den entsprechenden Europa- und Weltmeisterschaften teilnimmt. Kinder und Jugendliche werden bereits in der Schule an den Rugbysport herangeführt und je nach Interesse und Talent beginnt dann die Ausbildung.

## Geschichte

### Einführung und Verbreitung von Rugby
Seit dem Frühmittelalter spielten Russen ein Ballspiel, das einige Gemeinsamkeiten mit dem heutigen Rugby aufweist. Der russische Name dieser Sportart war „Kila“ und die ältesten schriftlichen Belege datieren aus dem 12. Jahrhundert in der Republik Nowgorod. Da das Spiel stark mit vorchristlichen heidnischen Traditionen verbunden war, wurde es von der Russisch-Orthodoxen Kirche verboten. Im 19. Jahrhundert verschwand der Sport und starb schließlich aus, was sich durch die Verbreitung des Fußball aus England in der Spätphase des Russischen Kaiserreiches beschleunigte.
Rugby selbst wurde im Russischen Kaiserreich einige Jahre vor der Russischen Revolution gespielt, allerdings nur sporadisch. Es scheint die erste nichteinheimische Fußballvariante gewesen zu sein, die in Russland erstmals gespielt wurde, etwa ein Jahrzehnt früher als Fußball. Hopper, ein Schotte, der in Moskau tätig war, organisierte in den 1880er Jahren ein Rugbyspiel; das erste Fußballspiel dagegen fand 1892 statt. 1886 begann die Polizei jedoch gegen Rugbyspiele vorzugehen, weil sie diese für „brutal“ hielt und „geeignet, Demonstrationen und Unruhen anzustiften“. Die Verurteilung durch die zaristischen Behörden hielt wahrscheinlich viele Leute vom Rugbyspielen ab und Aufzeichnungen darüber in den folgenden drei Jahrzehnten sind spärlich. 1908 finden sich Aufzeichnungen über Rugbyspiele, das erste „offizielle“ Spiel fand jedoch erst 1923 in Moskau statt.

### Entwicklung in der sowjetischen Ära
1936 wurde der Rugbyunionverband der Sowjetunion gegründet, die Sowjetunion bestritt ihr erstes Spiel jedoch erst 1974 und das erste Test Match am 1. September 1975 gegen die Tschechoslowakei. Es dauerte jedoch etwas, bis sich das sowjetische Rugby etablierte, aber ab Mitte der 1980er Jahre bezwang man regelmäßig etablierte Mannschaften wie Italien und Rumänien. 1987 war die Sowjetunion eines von 16 Ländern, das vom IRFB eine Einladung zur ersten Weltmeisterschaft in Australien und Neuseeland erhielt, man wies diese Einladung jedoch aus politischen Gründen zurück, Hauptgrund war die Mitgliedschaft Südafrikas trotz seiner Apartheidspolitik. 1990 erfolgte die Aufnahme des russischen Verbandes in den International Rugby Football Board (IRFB; heute World Rugby).
Nach dem Zerfall der Sowjetunion liefen russische Spieler für die Mannschaft der Gemeinschaft Unabhängiger Staaten auf, die zwischen 1991 und 1992 vier Spiele absolvierte. Auf eine Teilnahme bei der Qualifikation für die Rugby-Union-Weltmeisterschaft 1991 verzichtete die Sowjetunion.

### Nach dem Zerfall der Sowjetunion
Am 6. Juni 1992 spielte die russische Nationalmannschaft das erste offizielle Spiel ihrer Geschichte gegen die Barbarians, das mit 27:23 gewonnen wurde. Russlands erstes Test Match gegen eine andere Nationalmannschaft erfolgte vier Monate später gegen Belgien während der FIRA-Pokal 1992–1994. Bis zur Neuorganisation der europäischen Turniere 2000 nahm Russland regelmäßig daran teil. Bei der Qualifikation für die Rugby-Union-Weltmeisterschaft 1995 setzte sich Russland in der ersten Runde zwar gegen Georgien und Polen durch, musste sich in der zweiten Qualifikationsrunde jedoch Rumänien geschlagen geben. Bis zum November 1993 schlug das Team Belgien, Deutschland, Georgien und Polen, ehe die Mannschaft sich Italien mit 19:30 geschlagen geben musste. Der Sieg gegen Georgien war Russlands erster und bis heute einziger gegen diese Mannschaft. Russland nimmt seit 1992 an der Rugby-Union-Europameisterschaft teil und konnte 1995 gar den Titel gewinnen. Bei der Qualifikation für die Rugby-Union-Weltmeisterschaft 1999 landete man in der Qualifikationsgruppe mit Dänemark, Georgien, Italien und Kroatien nur auf dem vierten Platz. Beim 1999 eingeführten European Nations Cup, der zweiten Reihe der europäischen Mannschaften hinter den Six Nations, erreichten die Russen zweimal den dritten Platz. 2000/01 und 2001/02 musste man sich nur Rumänien und Georgien geschlagen geben. Nach einer Siegesserie von neun Spielen, die bis heute unübertroffen ist, ersetzte Russland 2001 Marokko in der höchsten Spielklasse des European Nations Cup.
Bei der Qualifikation zur WM 2003 wurde das russische Team gar ausgeschlossen, da ihm drei nicht autorisierte südafrikanische Spieler angehörten. Die Weltmeisterschaft in Frankreich verpasste die Mannschaft, da die Bären Italien und Portugal unterlegen waren. Gegen Italien gab es dabei die höchste Niederlage in der Geschichte des russischen Rugbyverbandes. Im Slawa Stadion verloren die russischen Bären mit 7:67. In Lissabon scheiterten die Russen nur denkbar knapp mit 23:26, die Portugiesen qualifizierten sich im weiteren Verlauf für ihre erste WM-Teilnahme. In der Saison 2006–08 zeigte sich die russische Mannschaft deutlich verbessert, konnte unter anderem Rumänien 22:11 in Bukarest und 12:8 in Krasnodar schlagen und erreichte letztlich erstmals den zweiten Platz beim European Nations Cup.
Neben der europäischen Schiene unternahm Russland Versuche, regelmäßig an anderen Turnieren, wie den Super Cup, den man einmal gewann, den Nations Cup, den Churchill Cup und der International Rugby Series teilzunehmen; all diese Turniere werden jedoch nicht mehr ausgetragen. Daneben traf man auf Auswahlmannschaften der England Counties, Frankreichs Auswahlmannschaft, Südafrikas Super-Rugby-Jugend- und Universitätsmannschaften, sowie neuseeländische Franchises, um eine möglichst große Abwechslung an Gegnern zu haben um das eigene Spielniveau zu heben. Der russische Verband unternahm auch Versuche, um an Turnieren während der End-of-year Internationals teilzunehmen und die Mannschaft wurde in das weltweite Programm für Test Matches aufgenommen.

### Erste Weltmeisterschaftsteilnahmen

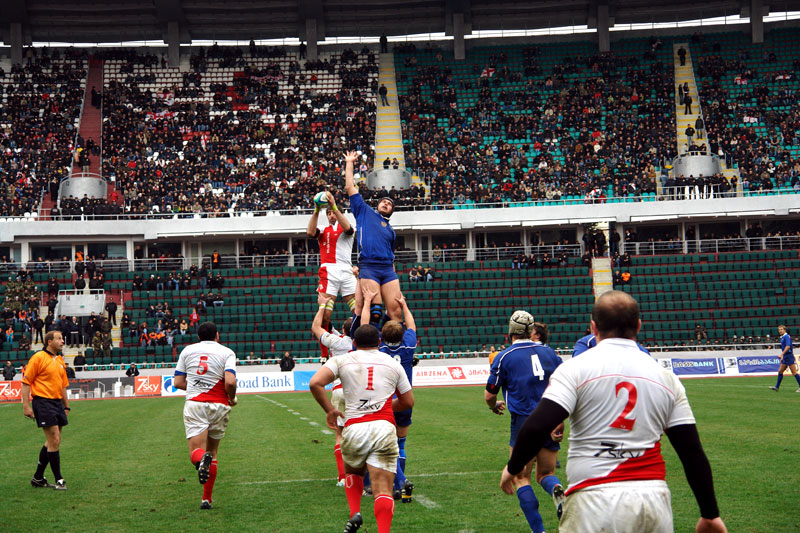
Russland gegen Georgien beim European Nations Cup 2006–2008

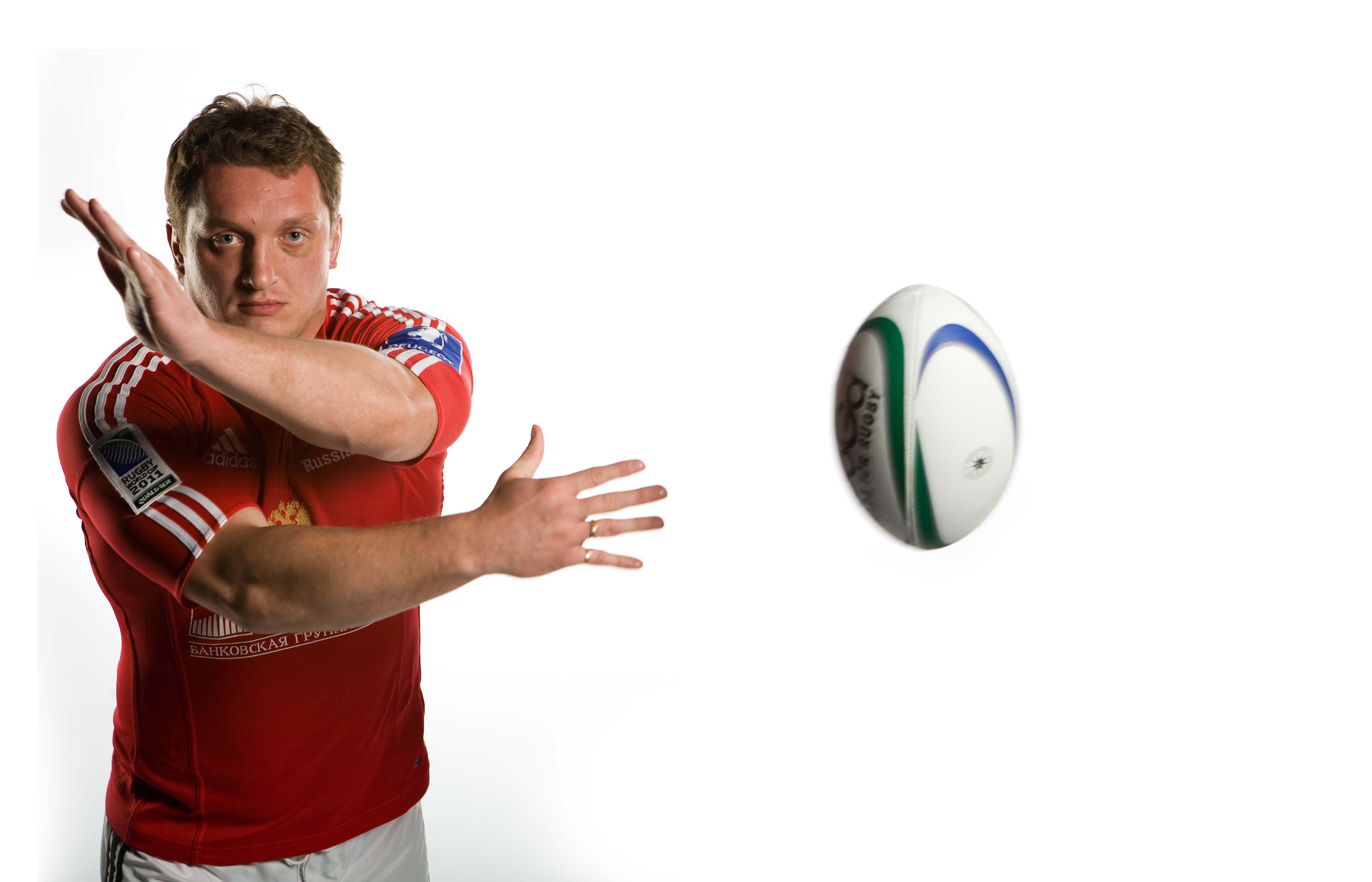
Wladislaw Korschunow in Aktion, 2009

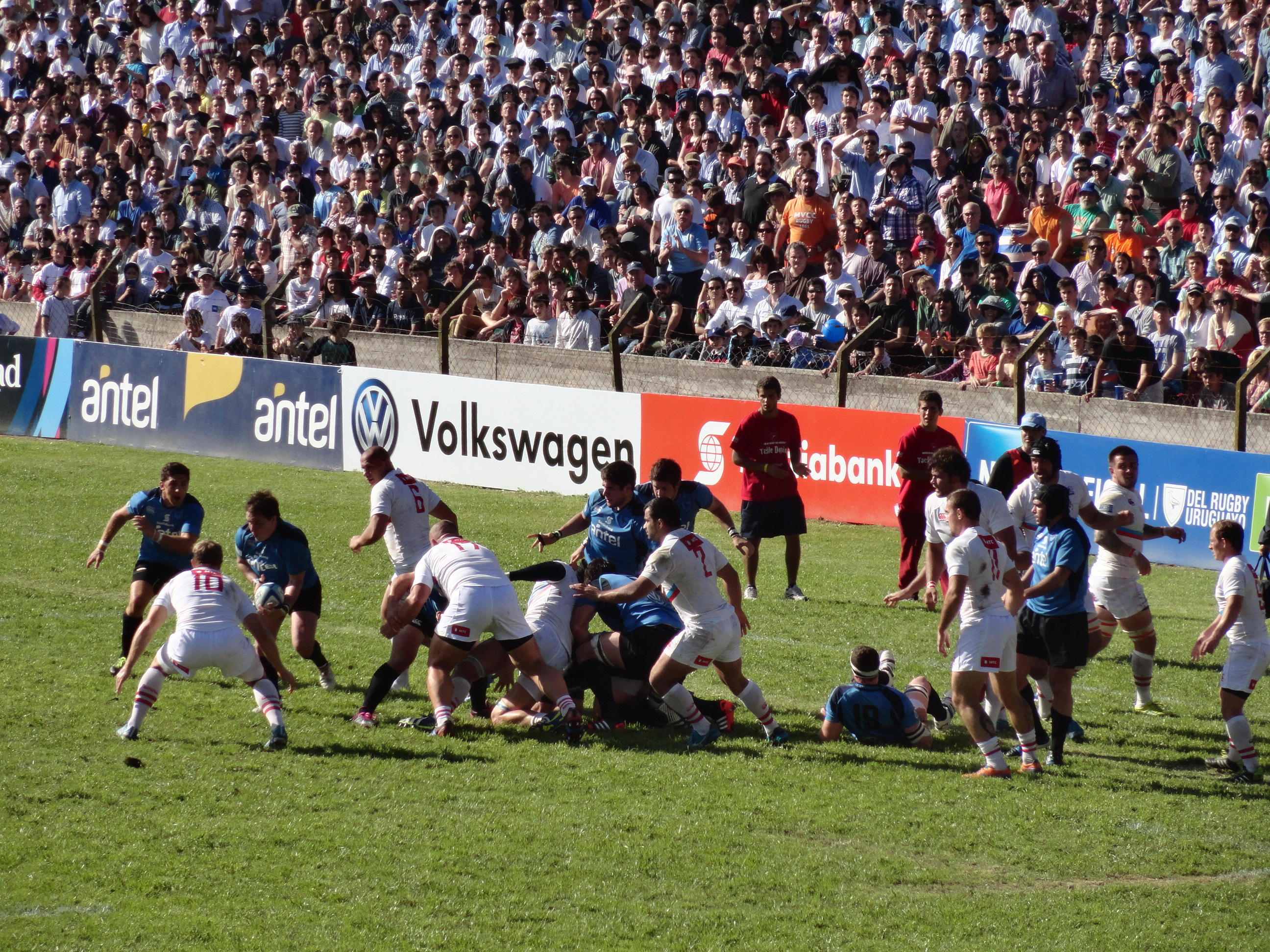
Qualifizierungsspiel zwischen Uruguay und Russland für die Weltmeisterschaft 2015

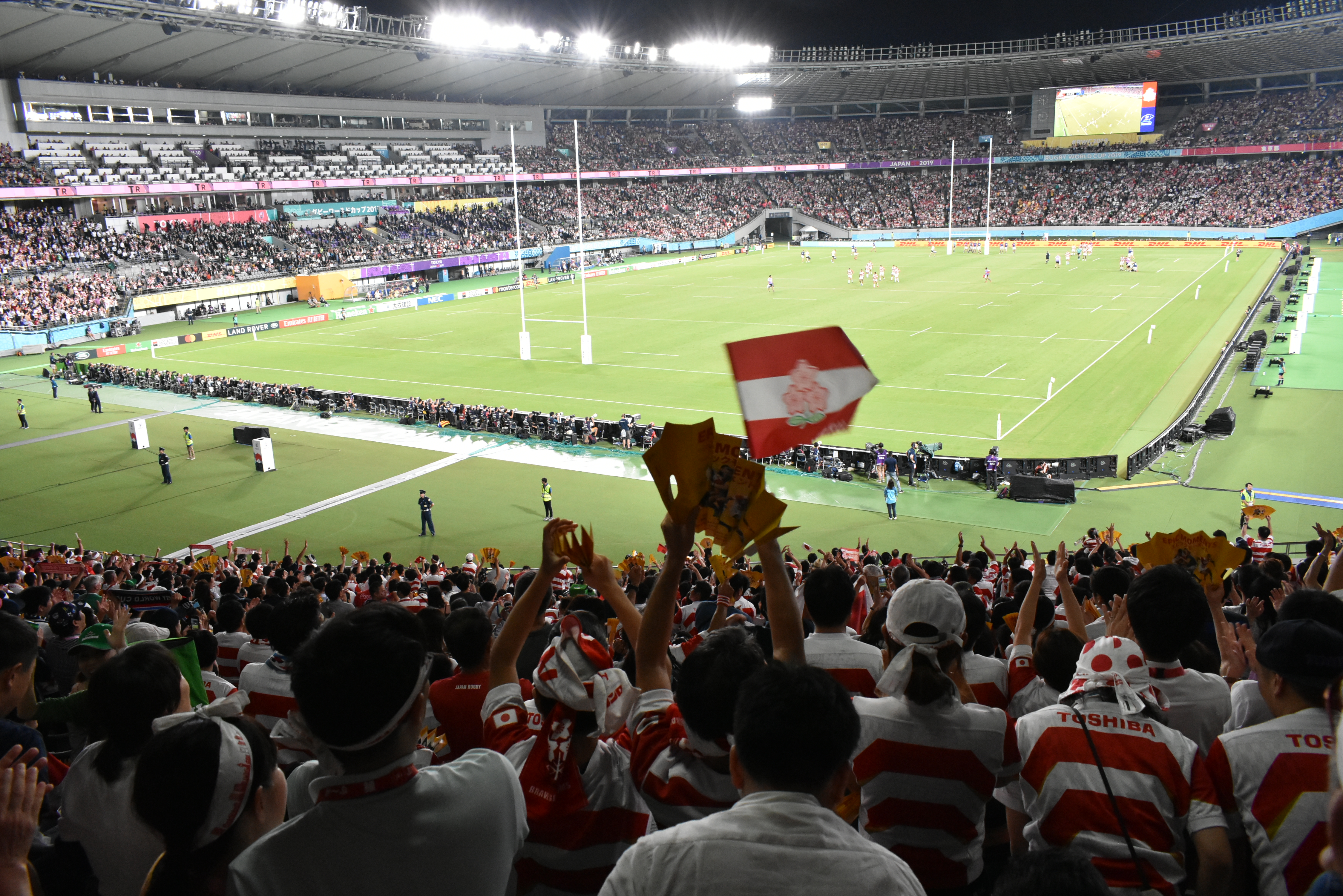
Eröffnungsspiel der Rugby-Union-Weltmeisterschaft 2019 gegen den Gastgeber Japan in Chōfu

In der Saison 2008–10 gelangten den Russen drei aufeinanderfolgende Siege gegen Spanien in Moskau, sowie auswärts gegen Portugal in Lissabon und Rumänien in Bukarest, damit kletterte das russische Team auf den 17. Rang in der Weltrangliste. Nach einer Niederlage gegen Georgien wurden drei weitere Siege gegen Portugal in Sotschi, Spanien in Madrid und Deutschland in Sotschi, während gegen Rumänien in Sotschi ein Unentschieden gelang. Der zweite Vergleich gegen Georgien ging erneut verloren. Infolgedessen qualifizierten sich die Russen neben den Georgiern zwei Spieltage vor dem Ende des Turniers für die Weltmeisterschaft 2011 und nahmen zum ersten Mal an einer Weltmeisterschaft teil. In der Vorrundengruppe C unterlag man jedoch den Vereinigten Staaten (mit 6:13), Italien (mit 17:53), Irland (mit 12:62) und Australien (mit 22:68), lediglich bei der Niederlage gegen die Vereinigten Staaten gab es einen defensiven Bonuspunkt zu verzeichnen.
In der europäischen Qualifikation zur Rugby-Union-Weltmeisterschaft 2015 erreichte Russland hinter Georgien und Rumänien den dritten Platz und musste in der Repechage gegen Uruguay antreten. Russland unterlag jedoch mit einem Gesamtergebnis von 49:57 und verpasste das Turnier in England.
2018 qualifizierte sich Russland für die Rugby-Union-Weltmeisterschaft 2019 in Japan, nachdem aufgrund des Einsatzes nicht spielberechtigter ausländischer Spieler Rumänien und Spanien 30 beziehungsweise 40 Punkte abgezogen worden waren. Dort unterlag man jedoch dem Gastgeber Japan (mit 10:30), Samoa (mit 9:34), Irland (mit 0:35) und Schottland (mit 0:61).
In Reaktion auf den russischen Überfall auf die Ukraine 2022 wurde die Mitgliedschaft des russischen Verbandes in Übereinstimmung mit anderen Sportverbänden vom Weltverband World Rugby suspendiert und die Nationalmannschaft von der Rugby Europe International Championships 2021/22 disqualifiziert, womit man sich nicht mehr für die Weltmeisterschaft 2023 in Frankreich qualifizieren konnte. Zuvor war die Nationalmannschaft bereits vom europäischen Verband Rugby Europe suspendiert worden. Dabei wurden alle ausstehenden Spiele Russlands als Niederlagen gewertet.

## Trikot, Logo und Spitzname
Russland spielt traditionell in roten Trikots mit roten Hosen und roten Socken. Das Auswärtstrikot ist weiß mit weißen Hosen und weißen Socken.
Der Spitzname der Nationalmannschaft lautet Medwedi („die Bären“) und leitet sich von der nationalen Personifikation, dem Russischen Bären, ab. Dementsprechend zeigt das Logo des Verbandes einen stilisierten Bärenkopf.

## Heimstadion
Russland verfügt über kein offizielles Stadion für seine Nationalmannschaft, sondern verwendet verschiedene Stadien innerhalb Russlands für Länderspiele. Bei der jährlichen Rugby-Union-Europameisterschaft werden die meisten Spiele im Slawa-Metreweli-Zentralstadion in Sotschi ausgetragen.

## Test Matches

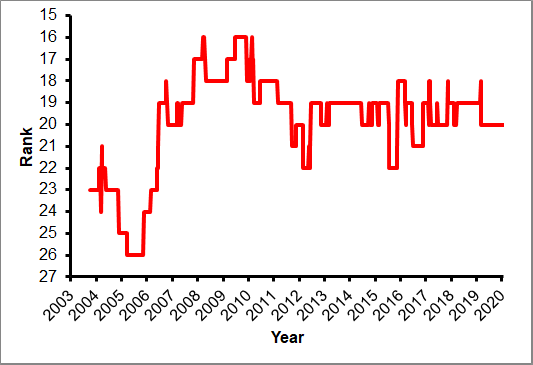
Russlands Position in der World-Rugby-Weltrangliste seit dem 10. Oktober 2003

Russland hat 113 seiner bisher 232 Test Matches gewonnen, was einer Gewinnquote von 48,71 % entspricht. Die Statistik der Test Matches von Russland gegen alle Nationen, alphabetisch geordnet, ist wie folgt (Stand Mitte April 2022):
| Land               | Spiele | Gewonnen | Unent- schieden | Verloren | % Siege |
| ------------------ | ------ | -------- | --------------- | -------- | ------- |
| Australien         | 1      | 0        | 0               | 1        | 0,00    |
| Belgien            | 8      | 7        | 0               | 1        | 87,50   |
| Chile              | 3      | 1        | 0               | 2        | 33,33   |
| Dänemark           | 3      | 3        | 0               | 0        | 100,00  |
| Deutschland        | 11     | 11       | 0               | 0        | 100,00  |
| Georgien           | 26     | 1        | 1               | 24       | 3,85    |
| Hongkong           | 5      | 5        | 0               | 0        | 100,00  |
| Irland             | 3      | 0        | 0               | 3        | 0,00    |
| Italien            | 5      | 0        | 0               | 5        | 0,00    |
| Japan              | 7      | 1        | 0               | 6        | 16,70   |
| Kanada             | 5      | 1        | 0               | 4        | 20,00   |
| Kenia              | 1      | 1        | 0               | 0        | 100,00  |
| Kroatien           | 1      | 0        | 0               | 1        | 0,00    |
| Marokko            | 3      | 2        | 0               | 1        | 66,67   |
| Namibia            | 7      | 5        | 0               | 2        | 71,43   |
| Niederlande        | 6      | 5        | 0               | 1        | 83,33   |
| Norwegen           | 1      | 1        | 0               | 0        | 100,00  |
| Papua-Neuguinea    | 1      | 1        | 0               | 0        | 100,00  |
| Polen              | 4      | 4        | 0               | 0        | 100,00  |
| Portugal           | 22     | 14       | 1               | 7        | 63,64   |
| Rumänien           | 27     | 8        | 1               | 18       | 29,63   |
| Samoa              | 1      | 0        | 0               | 1        | 0,00    |
| Schottland         | 1      | 0        | 0               | 1        | 0,00    |
| Schweden           | 1      | 0        | 0               | 1        | 0,00    |
| Simbabwe           | 3      | 3        | 0               | 0        | 100,00  |
| Spanien            | 26     | 16       | 0               | 10       | 61,54   |
| Tschechien         | 8      | 6        | 0               | 2        | 66,67   |
| Tunesien           | 2      | 2        | 0               | 0        | 100,00  |
| Ukraine            | 9      | 9        | 0               | 0        | 100,00  |
| Uruguay            | 9      | 4        | 0               | 5        | 44,44   |
| Vereinigte Staaten | 8      | 0        | 8               | 0        | 0,00    |
| Gesamt             | 232    | 113      | 3               | 116      | 48,71   |

## Erfolge

### Weltmeisterschaften
Russland hat sich bisher für zwei Weltmeisterschaften qualifiziert. Dabei schied man jeweils als Gruppenletzter aus.
| Jahr | Resultat                                    | Spiele                                      | Siege                                       | Unent.                                      | Ndlg.                                       | +/-                                         | Punkte                                      |
| ---- | ------------------------------------------- | ------------------------------------------- | ------------------------------------------- | ------------------------------------------- | ------------------------------------------- | ------------------------------------------- | ------------------------------------------- |
| 1987 | nicht teilgenommen                          | nicht teilgenommen                          | nicht teilgenommen                          | nicht teilgenommen                          | nicht teilgenommen                          | nicht teilgenommen                          | nicht teilgenommen                          |
| 1991 | nicht teilgenommen                          | nicht teilgenommen                          | nicht teilgenommen                          | nicht teilgenommen                          | nicht teilgenommen                          | nicht teilgenommen                          | nicht teilgenommen                          |
| 1995 | nicht qualifiziert (3. Qualifikationsrunde) | nicht qualifiziert (3. Qualifikationsrunde) | nicht qualifiziert (3. Qualifikationsrunde) | nicht qualifiziert (3. Qualifikationsrunde) | nicht qualifiziert (3. Qualifikationsrunde) | nicht qualifiziert (3. Qualifikationsrunde) | nicht qualifiziert (3. Qualifikationsrunde) |
| 1999 | nicht qualifiziert (2. Qualifikationsrunde) | nicht qualifiziert (2. Qualifikationsrunde) | nicht qualifiziert (2. Qualifikationsrunde) | nicht qualifiziert (2. Qualifikationsrunde) | nicht qualifiziert (2. Qualifikationsrunde) | nicht qualifiziert (2. Qualifikationsrunde) | nicht qualifiziert (2. Qualifikationsrunde) |
| 2003 | nicht qualifiziert (4. Qualifikationsrunde) | nicht qualifiziert (4. Qualifikationsrunde) | nicht qualifiziert (4. Qualifikationsrunde) | nicht qualifiziert (4. Qualifikationsrunde) | nicht qualifiziert (4. Qualifikationsrunde) | nicht qualifiziert (4. Qualifikationsrunde) | nicht qualifiziert (4. Qualifikationsrunde) |
| 2007 | nicht qualifiziert (5. Qualifikationsrunde) | nicht qualifiziert (5. Qualifikationsrunde) | nicht qualifiziert (5. Qualifikationsrunde) | nicht qualifiziert (5. Qualifikationsrunde) | nicht qualifiziert (5. Qualifikationsrunde) | nicht qualifiziert (5. Qualifikationsrunde) | nicht qualifiziert (5. Qualifikationsrunde) |
| 2011 | Vorrunde                                    | 4                                           | 0                                           | 0                                           | 4                                           | 57:196                                      | 1                                           |
| 2015 | nicht qualifiziert (8. Qualifikationsrunde) | nicht qualifiziert (8. Qualifikationsrunde) | nicht qualifiziert (8. Qualifikationsrunde) | nicht qualifiziert (8. Qualifikationsrunde) | nicht qualifiziert (8. Qualifikationsrunde) | nicht qualifiziert (8. Qualifikationsrunde) | nicht qualifiziert (8. Qualifikationsrunde) |
| 2019 | Vorrunde                                    | 4                                           | 0                                           | 0                                           | 4                                           | 19:160                                      | 0                                           |
| 2023 | disqualifiziert                             | disqualifiziert                             | disqualifiziert                             | disqualifiziert                             | disqualifiziert                             | disqualifiziert                             | disqualifiziert                             |
| 2027 | disqualifiziert                             | disqualifiziert                             | disqualifiziert                             | disqualifiziert                             | disqualifiziert                             | disqualifiziert                             | disqualifiziert                             |
| 2031 | noch ausstehend                             | noch ausstehend                             | noch ausstehend                             | noch ausstehend                             | noch ausstehend                             | noch ausstehend                             | noch ausstehend                             |

### Europameisterschaft
Die russische Nationalmannschaft beteiligt sich seit 1991 an den Rugby-Europameisterschaften, dabei gelang jedoch kein Turniersieg.
- European Nations Cup 2006–2008: 2. Platz
- European Nations Cup 2000/01: 3. Platz
- European Nations Cup 2001/02: 3. Platz

### Nations Cup
Russland nahm achtmal am Nations Cup teil. Bestes Ergebnis war jeweils ein zweiter Platz bei den Turnieren 2017 und 2019.

### Weitere Test Matches
Aufgrund seiner späten Etablierung im Jahr 1992 unternahm Russland während der Amateurära kaum Touren nach alter Tradition, da sie um das Jahr 2000 zum Erliegen kamen. Heute stehen für Test Matches gegen Teams der südlichen und nördlichen Hemisphäre jedes Jahr zwei Zeitfenster zur Verfügung, die Mid-year Internationals im Juni und die End-of-year Internationals im November. Dabei spielt Russland seit 2021 gegen Rumänien um den Kiseleff Cup (benannt nach dem russischen Prinzen Pawel Dmitrijewitsch Kisseljow, der 1829 die erste Verfassung für die beiden Fürstentümer Moldau und Walachei ausarbeitete). Eine bedeutende Rolle spielt vor allem die Rivalität mit dem kleinen Nachbarn Georgien; nicht nur aufgrund der politischen Spannungen (vor allem seit dem Kaukasuskrieg 2008), sondern auch aufgrund der negativen Gewinnbilanz Russlands.

## Spieler

### Aktueller Kader
Die folgenden Spieler bildeten den Kader für die Weltmeisterschaft 2019:
| Spieler              | Position         | Mannschaft               | Länderspiele |
| -------------------- | ---------------- | ------------------------ | ------------ |
| Wassili Dorofejew    | Gedrängehalb     | Krasny Jar Krasnojarsk   | 22           |
| Dmitri Perow         | Gedrängehalb     | WWA-Podmoskowje Monino   | 10           |
| Ramil Gaissin        | Verbinder        | Jenissei-STM Krasnojarsk | 45           |
| Juri Kuschnarjow     | Verbinder        | Krasny Jar Krasnojarsk   | 108          |
| Sergei Janjuschkin   | Verbinder        | Lokomotive Pensa         | 17           |
| Igor Galinowski      | Innendreiviertel | Krasny Jar Krasnojarsk   | 50           |
| Dmitri Gerassimow    | Innendreiviertel | Jenissei-STM Krasnojarsk | 63           |
| Kirill Golosnizki    | Innendreiviertel | Krasny Jar Krasnojarsk   | 9            |
| Wladimir Ostrouschko | Innendreiviertel | RC Kuban                 | 47           |
| German Dawydow       | Außendreiviertel | WWA-Podmoskowje Monino   | 18           |
| Denis Simplikewitsch | Außendreiviertel | Jenissei-STM Krasnojarsk | 27           |
| Wladislaw Sosonow    | Außendreiviertel | WWA-Podmoskowje Monino   | 8            |
| Wassili Artemjew     | Schlussmann      | Krasny Jar Krasnojarsk   | 87           |

| Spieler              | Position             | Mannschaft               | Länderspiele |
| -------------------- | -------------------- | ------------------------ | ------------ |
| Jewgeni Matwejew     | Hakler               | WWA-Podmoskowje Monino   | 58           |
| Stanislaw Selski     | Hakler               | Jenissei-STM Krasnojarsk | 35           |
| Sergei Tschernyschow | Hakler               | Slawa Moskau             | 12           |
| Asamat Bitijew       | Pfeiler              | Krasny Jar Krasnojarsk   | 20           |
| Kirill Gotowzew      | Pfeiler              | Krasny Jar Krasnojarsk   | 3            |
| Waleri Morosow       | Pfeiler              | Sale Sharks              | 17           |
| Wladimir Podresow    | Pfeiler              | WWA-Podmoskowje Monino   | 25           |
| Andrei Poliwalow     | Pfeiler              | WWA-Podmoskowje Monino   | 26           |
| Bogdan Fedotko       | Zweite-Reihe-Stürmer | Krasny Jar Krasnojarsk   | 20           |
| Andrei Garbusow      | Zweite-Reihe-Stürmer | Krasny Jar Krasnojarsk   | 94           |
| Jewgeni Jelgin       | Zweite-Reihe-Stürmer | Jenissei-STM Krasnojarsk | 25           |
| Andrei Ostrikow      | Zweite-Reihe-Stürmer | FC Grenoble              | 32           |
| Roman Chodin         | Flügelstürmer        | RC Kuban                 | 5            |
| Tagir Gadschijew     | Flügelstürmer        | RC Kuban                 | 21           |
| Wiktor Gressew       | Flügelstürmer        | Krasny Jar Krasnojarsk   | 100          |
| Witali Schiwatow     | Flügelstürmer        | WWA-Podmoskowje Monino   | 9            |
| Anton Sytschow       | Flügelstürmer        | RC Metallurg Nowokusnezk | 14           |
| Nikita Wawilin       | Flügelstürmer        | Slawa Moskau             | 9            |

### Spielerstatistiken

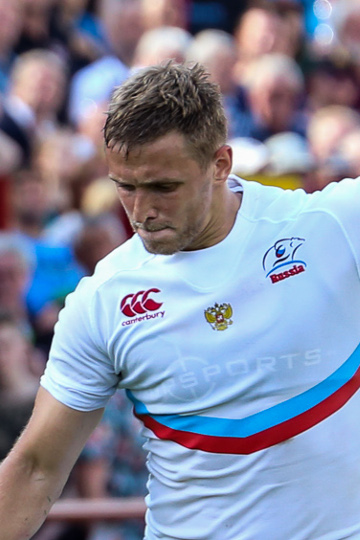
Juri Kuschnarew (2014)
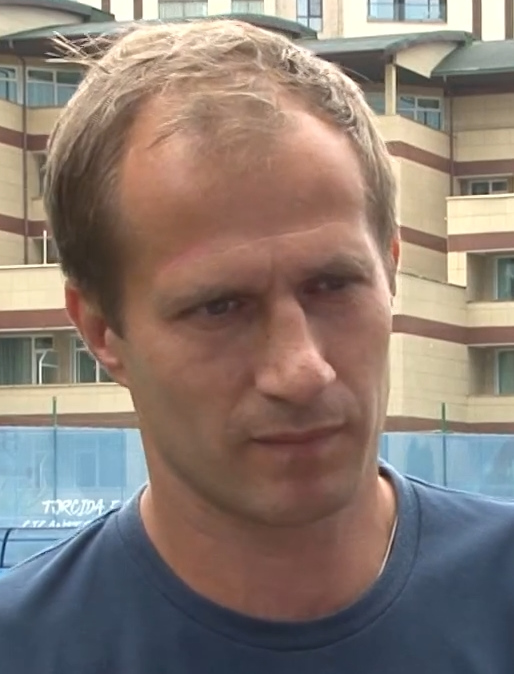
Andrei Kusin (2018)

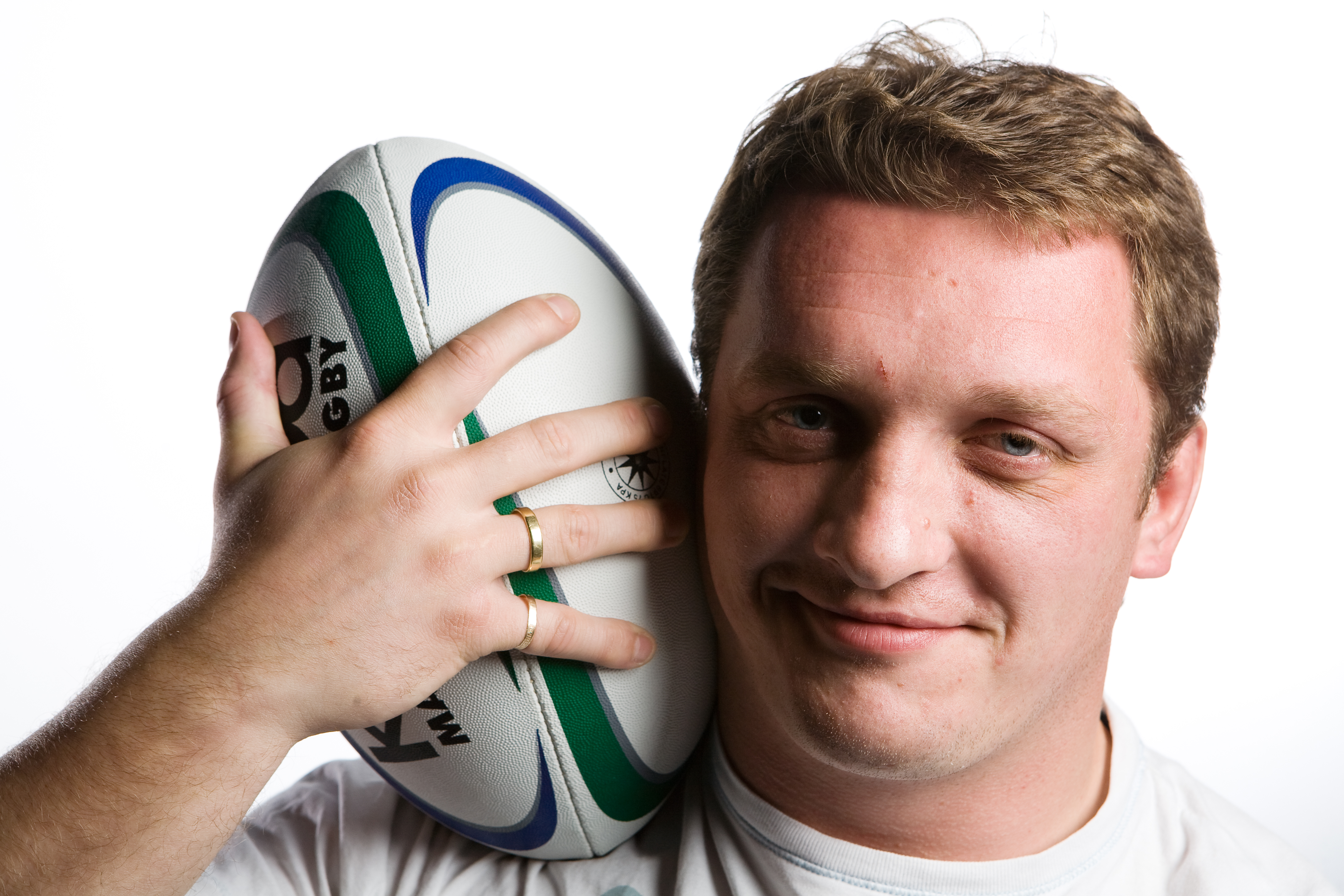
Wladislaw Korschunow (2009)
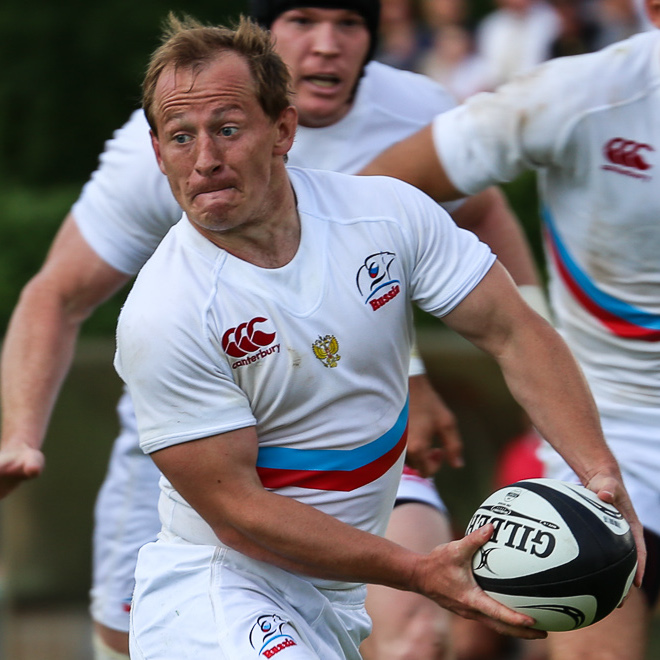
Alexander Janjuschkin (2014)

Nachfolgend sind die wichtigsten Statistiken aufgelistet, die Spieler Russlands betreffen. Die mit * markierten Spieler sind noch aktiv und können sich weiter verbessern.
(Stand: April 2022)
| Rang | Name                 | Zeitraum  | Spiele |
| ---- | -------------------- | --------- | ------ |
| 01   | Juri Kuschnarew      | 2005–2021 | 120    |
| 02   | Wiktor Gresew *      | 2006–2022 | 107    |
| 03   | Andrei Garbusow      | 2005–2020 | 100    |
| 04   | Wasili Artemjew *    | 2009–2022 | 098    |
| 05   | Andrei Kusin         | 1997–2011 | 078    |
| 06   | Alexander Chrokin    | 1994–2011 | 076    |
| 07   | Dmitri Gerasimow *   | 2008–2022 | 073    |
| 08   | Wladislaw Korschunow | 2002–2015 | 073    |
| 09   | Alexander Wojtow     | 2003–2014 | 073    |
| 10   | Wiacheslaw Gracchew  | 1993–2011 | 072    |

| Rang | Name                  | Zeitraum  | Punkte |
| ---- | --------------------- | --------- | ------ |
| 01   | Juri Kuschnarew *     | 2005–2021 | 797    |
| 02   | Konstantin Rachkow    | 1997–2011 | 316    |
| 03   | Ramil Gaisin *        | 2012–2022 | 250    |
| 04   | Wladimir Simonow      | 2001–2004 | 168    |
| 05   | Wasili Artemjew *     | 2009–2021 | 145    |
| 06   | Andrei Kusin          | 1997–2011 | 130    |
| 07   | Wladimir Ostrouschko  | 2006–2020 | 125    |
| 08   | Alexander Janjuschkin | 2002–2015 | 116    |
| 09   | Wiktor Motorin        | 1999–2009 | 112    |
| 10   | Wiktor Gresew *       | 2006–2022 | 112    |

| Rang | Name                   | Zeitraum  | Versuche |
| ---- | ---------------------- | --------- | -------- |
| 01   | Wasili Artemjew *      | 2009–2021 | 29       |
| 02   | Andrei Kusin           | 1997–2011 | 26       |
| 03   | Wladimir Ostrouschko   | 2006–2020 | 25       |
| 04   | Wiktor Gresew *        | 2006–2022 | 22       |
| 05   | Wiacheslaw Grachew     | 1993–2011 | 19       |
| 06   | Igor Galinowskij       | 2006–2019 | 18       |
| 07   | Alexander Gwozdowskij  | 2005–2010 | 15       |
| 08   | Denis Simplikewitsch * | 2011–2021 | 15       |
| 09   | Jewgeni Matweew        | 2007–2020 | 13       |
| 10   | Anton Rudoi            | 2016–2018 | 12       |

## Trainer

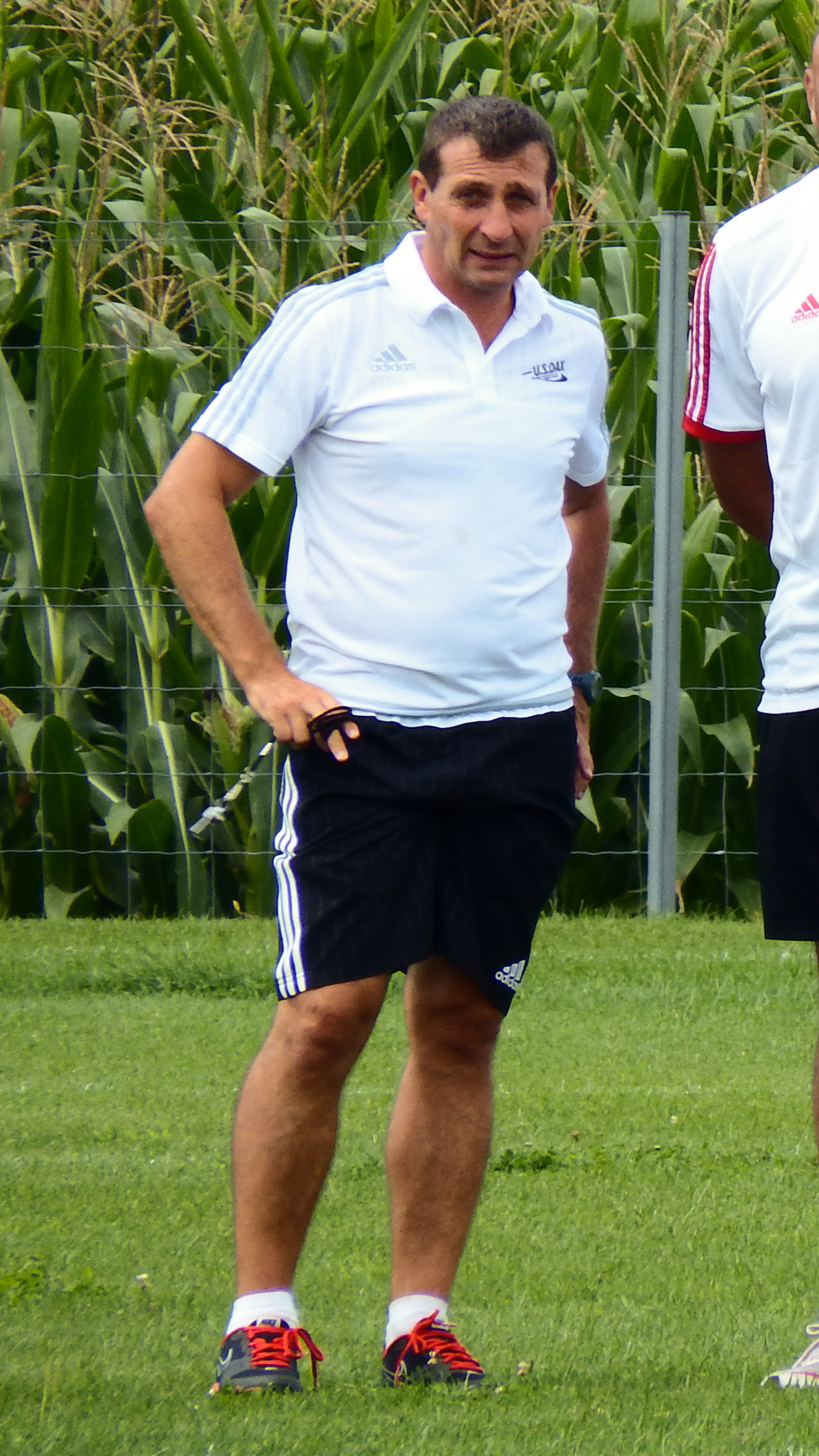
Raphaël Saint-André (2018)

Seit 2023 ist der Russe Alexander Perwuchin russischer Nationaltrainer.
| Name                          | Jahre     |
| ----------------------------- | --------- |
| Petr Etko                     | bis 1992  |
| Wladimir Grachew              | 1992–2000 |
| James Stoffberg               | 2001–2002 |
| Alexander Perwuchin           | 2003–2004 |
| Igor Mironow                  | 2004–2005 |
| Blikkies Groenewald           | 2006      |
| Claude Saurel                 | 2007–2008 |
| Steve Diamond                 | 2008–2010 |
| Nikolai Nerusch               | 2008–2011 |
| Kingsley Jones                | 2011–2014 |
| Raphaël Saint-André (interim) | 2014      |
| Alexander Perwuchin           | 2015–2018 |
| Mark McDermott (interim)      | 2018      |
| Lyn Jones                     | 2018–2021 |
| Dick Muir                     | 2021–2023 |
| Alexander Perwuchin           | seit 2023 |